# Сокирки
Сокирки (Consolida DC.) — рід однорічних рослин з глибокорозсіченими листками з родини жовтецевих. Часто включають до близького багаторічного роду дельфіній (Delphinium).

## Опис
Це однорічні трави з глибоко розсіченими листками. Квітки неправильні (зигоморфні). Чашолистків п'ять, вони пелюсткоподібні, верхній біля основи видовжений у шпорку; пелюстка-нектарник одна, біля основи зі шпоркою, яка вкладену у шпорку верхнього чашолистка. Маточка — одна. Плід — листянка.

## Поширення
В Україні 4 види. Найпоширеніші: Сокирки польові (Consolida arvensis Opiz = Delphinium consolida L.), в посівах, при дорогах. Звичайні в усій Україні, крім високогірських районів та степу. Сокирки волотисті (Consolida paniculata (Host.) Schur = Delphinium paniculatatum Host.), на степових і кам'янистих схилах, а також як бур'ян у посівах або на засмічених місцях. На півдні Лісостепу зрідка, у Степу і в Криму звичні Сокирки Аякса (Consolida ajacis (L.) Schur = Delphinium ajacis L.). Розводиться на квітниках, а також зрідка трапляється як здичавіла.

## Види
Види, що включені у рід. Ті види, що позначені зірочкою (*), поширені в Україні:
- Consolida aconiti
- Consolida ajacis — Сокирки Аякса*
- Consolida anthoroidea
- Consolida armeniaca
- Consolida axilliflora
- Consolida camptocarpa
- Consolida cornuta
- Consolida cruciata
- Consolida glandulosa
- Consolida hellespontica
- Consolida hohenackeri
- Consolida lineolata
- Consolida oliveriana
- Consolida olopetala
- Consolida orientalis — Сокирки східні*
- Consolida persica
- Consolida phrygia
- Consolida pubescens
- Consolida raveyi
- Consolida regalis — Сокирки польові*
- Consolida rugulosa
- Consolida saccata
- Consolida scleroclada
- Consolida staminosa
- Consolida stapfiana
- Consolida stenocarpa
- Consolida sulphurea
- Consolida thirkeana
- Consolida tomentosa
- Consolida arenaria